# Turtmanngletscher
Der Turtmanngletscher ist ein Talgletscher im hinteren Turtmanntal in den Walliser Alpen. Er liegt auf dem Gebiet der Schweizer Gemeinden Turtmann-Unterems und Oberems im Kanton Wallis. Der Eisstrom mit ausgeprägter Zunge war im Jahr 1973 bei einer Fläche von knapp 6 km² etwa 5,8 km lang. Bis 2005 hat sich seine Länge um (verglichen mit anderen grossen Alpengletschern nur) gut 100 Meter verkürzt. Rechnet man den mit ihm verbundenen Brunegggletscher hinzu, vergrössert sich seine Fläche um 6,7 auf rund 12,6 km². Der nordexponierte Gletscher reicht von 4140 m auf 2260 m ü. M. hinunter, seine durchschnittliche Neigung wird mit 32 % (18°) angegeben.

## Lage
Seinen Ausgangspunkt nimmt der Turtmanngletscher an der Nordwestflanke des Bishorns auf rund 4140 m ü. M. Zunächst fliesst der Gletscher nach Nordwesten, wobei er auf seiner nordöstlichen Seite durch den Grat des Stierbergs (3507 m) vom parallel verlaufenden Brunegggletscher getrennt ist. Auf der Höhe des Stierbergs wendet sich der Turtmanngletscher nach Norden und wird im Westen von den Diablons (3592 m) flankiert. Im unteren Bereich ist der Eisstrom noch rund 600 m breit. Hier mündet von Osten ein Arm des Brunegggletschers in den Turtmanngletscher. Die Gletscherzunge endet derzeit auf etwa 2240 m und entwässert über die das Turtmanntal durchziehende Turtmänna in die Rhone.
Auf einer Höhe von 3256 m steht unweit des Col de Tracuit, der das Turtmanntal vom Val d’Anniviers trennt, die Cabane de Tracuit, eine Hütte des Schweizer Alpen-Clubs SAC, über dem westlichen Gletscherrand. Sie dient als Ausgangspunkt für die Besteigung des Bishorns sowie des Weisshorns. Erfahrene Hochalpinisten können die Cabane de Tracuit aus dem Turtmanntal über die Turtmannhütte (2519 m, 3 Stunden ab Gruben), den Brunegggletscher, die Felsen der Adlerflüe und den Turtmanngletscher erreichen.

## Entwicklung des Gletschers seit der Kleinen Eiszeit
In seinem Hochstadium während der Kleinen Eiszeit um die Mitte des 19. Jahrhunderts reichte der Turtmanngletscher noch rund 1 km weiter talwärts und entsandte auch eine kurze Zunge über den Col de Tracuit ins Einzugsgebiet des Val d’Anniviers oberhalb von Zinal. Als einer der wenigen Gletscher in den Schweizer Alpen wies der Turtmanngletscher zwischen 1980 und 2000 insgesamt eine positive Längenänderung auf. Seither zieht er sich jedoch rapide zurück.
Am 6. August 2020 erfolgte ein grosser Gletscherabbruch im Bereich des grossen Eisfalls, so dass seither der untere Gletscherteil mit dem oberen nicht mehr verbunden ist.

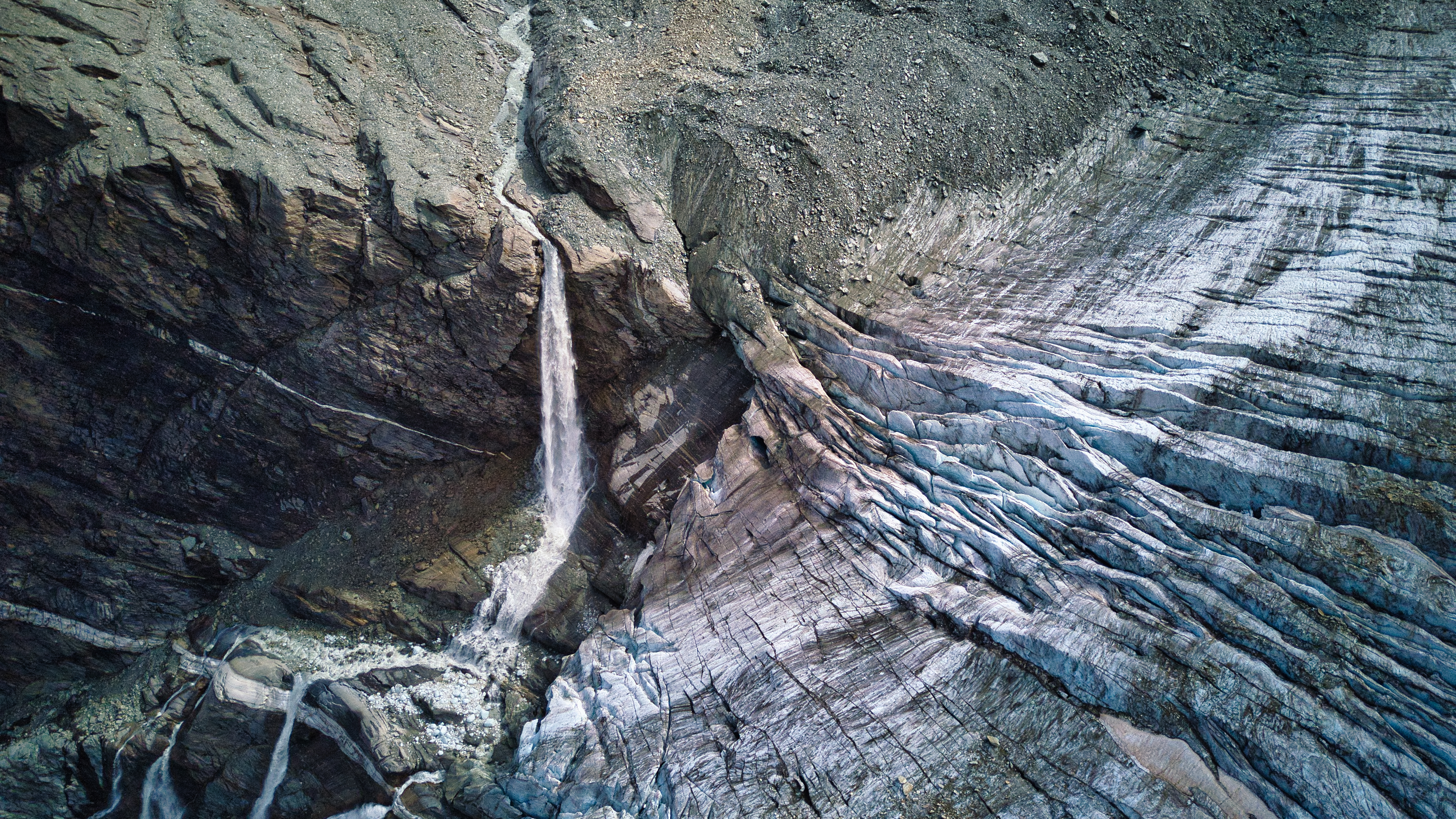
Turtmanngletscher mit Wasserfall, 2024
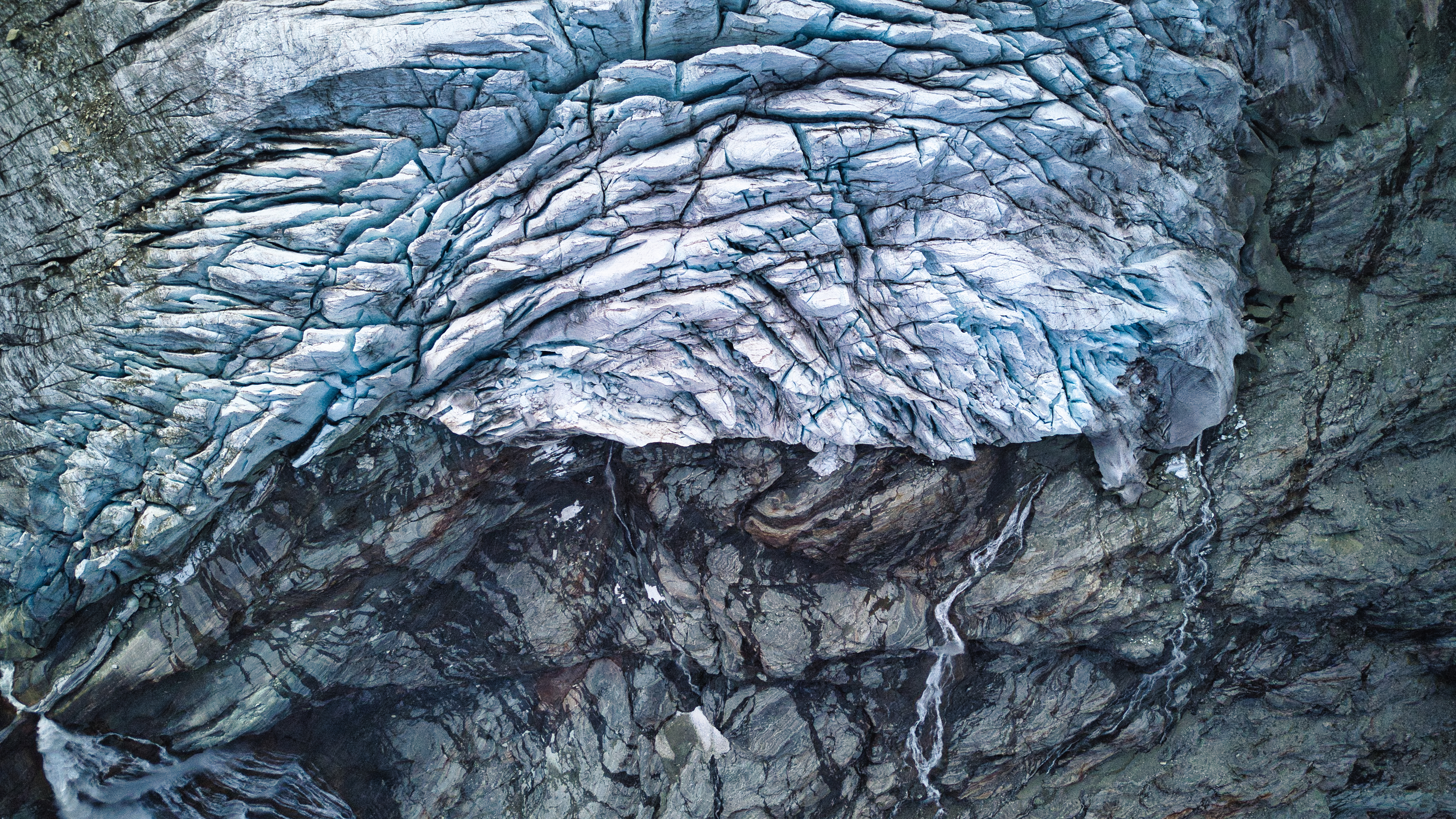
Turtmanngletscher nah, vertikale Aufnahme, 2024